# Gute Nacht, Freunde
Gute Nacht, Freunde is een single van Reinhard Mey. Hij is afkomstig van zijn album Mein achtel Lorbeerblatt ("Mijn achtste (van een) laurierblad"). Het album was meteen zeer succesvol, want Mey hield daarna een tournee door Duitsland met meer dan 140 optredens. Gute Nacht, Freunde was geschreven onder pseudoniem Alfons Yondraschek voor Inga und Wolf, een Duits duo dat met dit lied in 1972 deelnam aan de Duitse voorronde voor het Eurovisie Songfestival. Deze versie verkocht nauwelijks in Nederland. Pas in 1974, in de uitvoering van Reinhard Mey zelf, kwam de single bovendrijven en haalde het de Nederlandse hitparades. Het lied is in Nederland onlosmakelijk verbonden met het radioprogramma Met het Oog op Morgen, omdat het refrein van het lied wordt gebruikt als de tune van het programma. Dat programma begon twee jaar nadat de single succes had.
In 1972 brachten Ron Klipstein en Simon Hammelburg een Nederlandse versie uit getiteld Luister nog even. In 1975 werd het nummer door Mey zelf vertaald naar Goede nacht, vrienden, maar het werd geen succes als single. De bijbehorende elpee Als de dag van toen, waarop het nummer stond, werd wel een succes met drie weken achtereen nummer 1 in Nederland.
De Franse versie heet Bonsoir mes amis en is wel eens als vervangende melodie gebruikt voor Met het Oog op Morgen.

## Hitnotering

### Nederlandse Top 40
| Hitnotering: week 11 t/m 17 in 1974 | Hitnotering: week 11 t/m 17 in 1974 | Hitnotering: week 11 t/m 17 in 1974 | Hitnotering: week 11 t/m 17 in 1974 | Hitnotering: week 11 t/m 17 in 1974 | Hitnotering: week 11 t/m 17 in 1974 | Hitnotering: week 11 t/m 17 in 1974 | Hitnotering: week 11 t/m 17 in 1974 | Hitnotering: week 11 t/m 17 in 1974 |
| Week:                               | 1                                   | 2                                   | 3                                   | 4                                   | 5                                   | 6                                   | 7                                   |                                     |
| ----------------------------------- | ----------------------------------- | ----------------------------------- | ----------------------------------- | ----------------------------------- | ----------------------------------- | ----------------------------------- | ----------------------------------- | ----------------------------------- |
| Positie:                            | 31                                  | 20                                  | 17                                  | 14                                  | 15                                  | 25                                  | 35                                  | uit                                 |

### NederlandseDaverende 30
| Hitnotering: 16-3-1974 t/m | Hitnotering: 16-3-1974 t/m | Hitnotering: 16-3-1974 t/m | Hitnotering: 16-3-1974 t/m | Hitnotering: 16-3-1974 t/m | Hitnotering: 16-3-1974 t/m | Hitnotering: 16-3-1974 t/m | Hitnotering: 16-3-1974 t/m |
| Week:                      | 1                          | 2                          | 3                          | 4                          | 5                          | 6                          |                            |
| -------------------------- | -------------------------- | -------------------------- | -------------------------- | -------------------------- | -------------------------- | -------------------------- | -------------------------- |
| Positie:                   | 19                         | 16                         | 16                         | 16                         | 14                         | 22                         | uit                        |

### NPO Radio 2 Top 2000
"Gute Nacht, Freunde" is een van drie nummers die in alle edities van de Top 2000 heeft gestaan maar nog nooit bij de bovenste 1000 stond genoteerd.

| Nummer met noteringen in de NPO Radio 2 Top 2000 | '99  | '00  | '01  | '02  | '03  | '04  | '05  | '06  | '07  | '08  | '09  | '10  | '11  | '12  | '13  | '14  | '15  | '16  | '17  | '18  | '19  | '20  | '21  | '22  | '23  | '24  |
| ------------------------------------------------ | ---- | ---- | ---- | ---- | ---- | ---- | ---- | ---- | ---- | ---- | ---- | ---- | ---- | ---- | ---- | ---- | ---- | ---- | ---- | ---- | ---- | ---- | ---- | ---- | ---- | ---- |
| Gute Nacht, Freunde                              | 1032 | 1494 | 1634 | 1398 | 1384 | 1329 | 1402 | 1293 | 1618 | 1402 | 1243 | 1388 | 1416 | 1604 | 1341 | 1560 | 1628 | 1441 | 1619 | 1601 | 1467 | 1832 | 1745 | 1802 | 1856 | 1851 |

1. ↑  Een vetgedrukt getal geeft de hoogste notering aan.

### Radio 5Evergreen Top 1000
| "Gute Nacht, Freunde" | "Gute Nacht, Freunde" | "Gute Nacht, Freunde" | "Gute Nacht, Freunde" | "Gute Nacht, Freunde" | "Gute Nacht, Freunde" | "Gute Nacht, Freunde" | "Gute Nacht, Freunde" | "Gute Nacht, Freunde" | "Gute Nacht, Freunde" | "Gute Nacht, Freunde" |
| Jaar                  | 2008                  | 2009                  | 2010                  | 2011                  | 2012                  | 2013                  | 2014                  | 2015                  | 2016                  | 2017                  |
| --------------------- | --------------------- | --------------------- | --------------------- | --------------------- | --------------------- | --------------------- | --------------------- | --------------------- | --------------------- | --------------------- |
| Positie               | 170                   | 398                   | 542                   | 534                   | 518                   | 603                   | 389                   | 531                   | 650                   | 392                   |